# (30820) 1990 RU2
(30820) 1990 RU2 est un astéroïde de la ceinture principale d'astéroïdes découvert en 1990.

## Description
(30820) 1990 RU2 a été découvert le 15 septembre 1990 à l'observatoire Palomar, situé au nord de San Diego en Californie, par Henry E. Holt.

### Caractéristiques orbitales
L'orbite de cet astéroïde est caractérisée par un demi-grand axe de 2,34 ua, un périhélie de 1,94 ua, une excentricité de 0,17 et une inclinaison de 6,07° par rapport à l'écliptique. Du fait de ces caractéristiques, à savoir un demi-grand axe compris entre 2 et 3,2 ua et un périhélie supérieur à 1,666 ua, il est classé, selon la JPL Small-Body Database, comme objet de la ceinture principale d'astéroïdes.

### Caractéristiques physiques
(30820) 1990 RU2 a une magnitude absolue (H) de 14,9 et un albédo estimé à 0,101.